# 二輪駆動自転車
二輪駆動自転車（にりんくどうじてんしゃ）は、自転車の車種の一種。二輪車に限定すれば2WD自転車、その他3輪以上も含めて定義すれば全輪駆動（AWD）自転車、両輪駆動自転車とも言う。

## 概要
自転車は一般的に、クランク軸と後輪の間をスプロケット-ローラーチェーン-スプロケットのようにして駆動する後輪駆動の形態を取っているが、二輪駆動自転車はその名の通り、前後の車輪両方を駆動輪として稼動させる二輪駆動（2×2: two-by-two）である。同時に二輪の自転車では「全輪駆動」でもある。
具体的には、後輪を駆動すると同時に、ギアからローラーチェーン又はシャフトで前輪まで回転力を伝達し、前輪を駆動する。両輪が駆動する事により、直進安定性やパワーが向上し、後輪に負荷が集中しにくくなるため坂道や砂地、段差のある地形、雪上、氷上などの悪路を難なく進むことができる。
電動アシスト自転車に、駆動輪である後輪ではなく、前輪にモーターを組み込んで前輪の駆動によってアシストが掛かるものがあり、これも一種の二輪駆動と言える。構造が単純で済むが、あくまで後輪駆動の補助であるため雪道など摩擦係数の低い路面での安定走行といった利点は少ない。
二輪駆動自転車の実用化は過去から研究が進められており、両輪駆動と後輪駆動の切り替えによるハイブリッド式（マルチドライブ）や、ハンドル操作による不安定さを減らす機構の開発などにより、二輪駆動における欠点を解消するための努力がされている。
2017年にブリヂストンサイクルから本駆動装置を利用した商品（アルベルトe）が発売された。また、SUBARUがコラボした商品も存在する。